# Piotr (metropolita kijowski)
Piotr – przypuszczalny metropolita kijowski urzędujący w latach 40. XIII w.
Antoni Mironowicz wymienia metropolitę Piotra w wykazie hierarchów kijowskich pomiędzy Józefem (zakończył pełnienie urzędu w 1240 lub w 1242) a Cyrylem II (urzędował od 1247).
Jedyne wzmianki o „Piotrze, arcybiskupie Rusi” informują o jego wizycie w kurii rzymskiej i udziale w I soborze liońskim, gdzie duchowny miał informować o najeździe tatarskim na Ruś Kijowską, co było przyczyną jego wygnania z Rusi. Piotr został dopuszczony do współsłużenia papieżowi (razem z grupą hierarchów zachodnich) i przekazał zgromadzonym szereg informacji na temat Tatarów, ich życia codziennego, zwyczajów, wierzeń i obrzędów, wojskowości i dyplomacji. Ostrzegał, że w ciągu 39 lat mogą oni podbić Europę zachodnią.
Zdaniem A. Poppego Piotr mógł być samozwańcem podającym się za zwierzchnika Kościoła na Rusi, lub też urzędnicy rzymscy błędnie zapisali jego tytuł, zamieniając archimandrytę lub biskupa (archijereja) na arcybiskupa.